# ジョン・ヒーリー＝ハッチンソン (第3代ドナウモア伯爵)

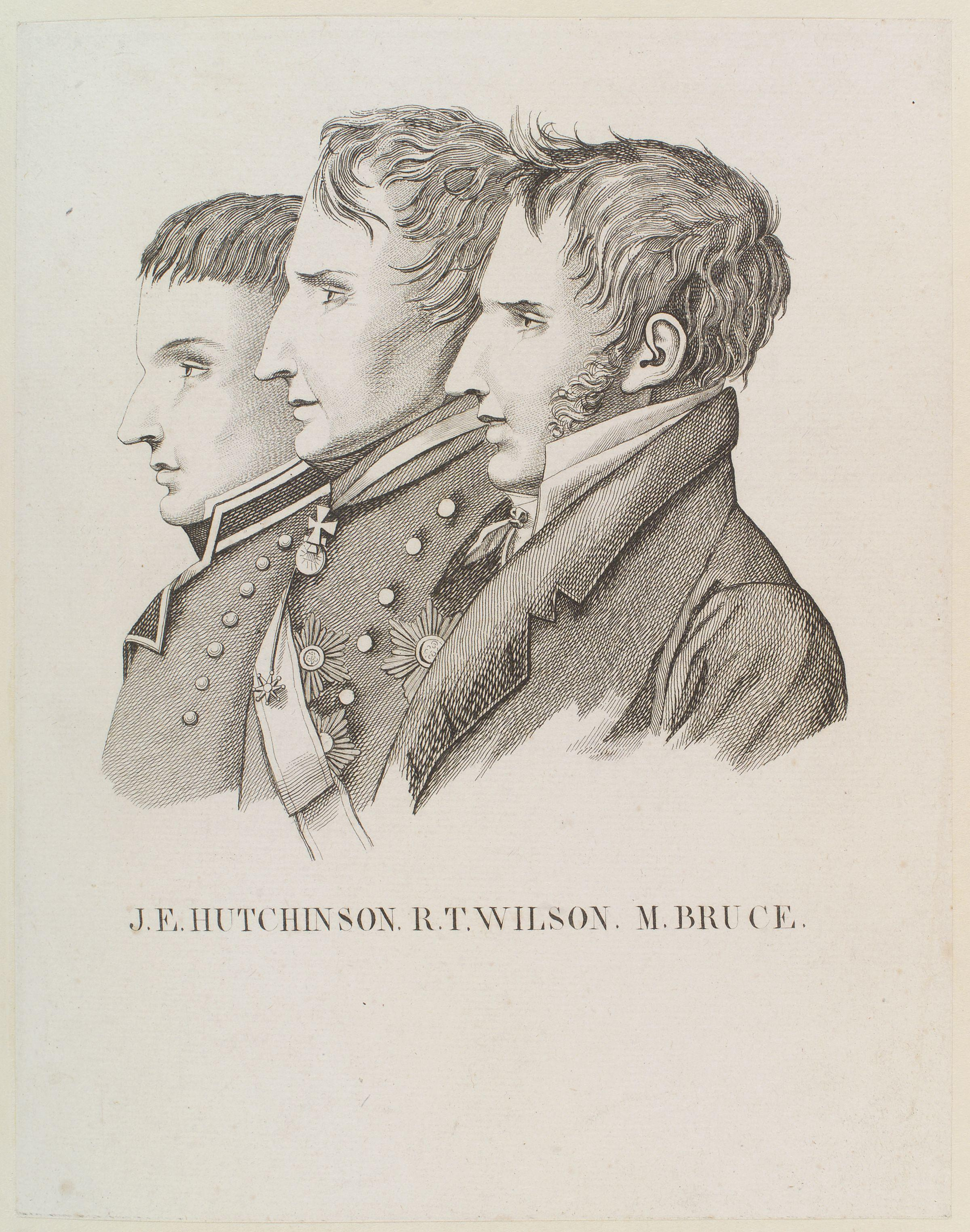
左から順にジョン・ヒーリー＝ハッチンソン（後の第3代ドナウモア伯爵）、ロバート・トマス・ウィルソン、マイケル・ブルース。1815年頃。

第3代ドナウモア伯爵ジョン・ヒーリー＝ハッチンソン（英語: John Hely-Hutchinson, 3rd Earl of Donoughmore KP PC (Ire)、1787年 – 1851年9月14日）は、イギリスの軍人、政治家、アイルランド貴族。1815年にアントワーヌ＝マリー・シャマン・ド・ラヴァレット伯爵（フランス第一帝政期の郵政大臣）の国外逃亡を手助けして、フランスで反逆罪の有罪判決を受けたことで知られる。

## 生涯
フランシス・ヒーリー＝ハッチンソン（1827年12月16日没）とフランシス・ウィルヘルミナ・ニクソン（Frances Wilhelmina Nixon、1830年6月1日没、ヘンリー・ニクソンの娘）の息子として、1787年にウェックスフォードで生まれた。1803年、ダブリン大学トリニティ・カレッジに入学した。
1807年9月28日にエンサインとして近衛歩兵第一連隊に入隊、1809年のア・コルーニャの戦いに参戦して記章を授与された。1812年11月9日に大尉に昇進、1815年のワーテルローの戦いに参戦した。その後、対仏大同盟のパリ占領軍の一員としてパリに駐留、アントワーヌ＝マリー・シャマン・ド・ラヴァレット伯爵の国外逃亡を手助けした。ド・ラヴァレット伯爵はフランス第一帝政期の郵政大臣だったが、フランス復古王政で反逆罪により逮捕され、死刑判決を受けており、ヒーリー＝ハッチンソンはド・ラヴァレット伯爵を自身の宿所に一晩匿い、翌日に同伴して国境に向かった。これにより、サー・ロバート・トマス・ウィルソンや同じく近衛歩兵第一連隊に所属するマイケル・ブルース（Michael Bruce）中尉とともに反逆罪によりパリで裁判を受けることになったが、世論が3人を支持したこともあって、違法行為で有罪判決を受けるものの反逆罪は無罪となり、刑罰も3か月の拘禁刑と裁判費用の支払いと軽かった。釈放された後、1816年8月に帰国、直後に軍職を解任されたが、すぐに復帰した。その後、1819年に半給扱いで引退した。
1820年イギリス総選挙ではティペラリー選挙区からの出馬が噂されたが、伯父にあたる初代ドナウモア男爵ジョン・ヒーリー＝ハッチンソン（後の第2代ドナウモア伯爵）から当選の可能性がないと評され、結局出馬しなかった。このとき再選を果たしたフランシス・アルドバラ・プリティーとウィリアム・バッグウェルは1826年イギリス総選挙でも再選を目指したが、ヒーリー＝ハッチンソンやジョージ・ライオネル・ドーソンも立候補を表明、選挙戦の巨大な支出を恐れたバッグウェルは立候補を取りやめた。ドーソンが不在地主であると攻撃された一方、ヒーリー＝ハッチンソンはド・ラヴァレット伯爵への手助けが軍人の間で高評価を勝ち得ており、プリティーはヒーリー＝ハッチンソンと組んで選挙戦に挑んだ。結果はプリティー1,683票、ヒーリー＝ハッチンソン1,638票、ドーソン888票でプリティーとヒーリー＝ハッチンソンが当選した。また、どの有力者も多くの有権者への影響力を有したにもかかわらず有権者登録がきちんと行われなかったという。
立候補にあたりカトリック解放と奴隷制度廃止運動への支持を表明するなどホイッグ党寄りであり、議会では演説をほとんど行わなかったものの、カトリック解放に関する議案（1829年ローマ・カトリック信徒救済法案を含む）への賛成票や請願の提出には精力的だった。しかし、1830年イギリス総選挙ではダニエル・オコンネルとの敵対が災いして与党（トーリー党）寄りと批判され、それを払拭できないまま537票で落選した。1831年イギリス総選挙で再び立候補を表明すると、プリティーが選挙戦から撤退、ヒーリー＝ハッチンソンは無投票で当選した。立候補にあたり第1回選挙法改正への支持を表明、議会でもそのように投票した。1832年6月29日に伯父が死去すると、ドナウモア伯爵位を継承して貴族院に移籍、同年8月14日から1851年9月14日までティペラリー統監を務めた。
1834年4月8日に聖パトリック勲章を授与され、同年11月17日にアイルランド枢密院の枢密顧問官に任命された。1839年頃に保守党に転じ、1842年に第2次ピール内閣によりアイルランド寄付遺贈委員会の委員（Commissioner of Charitable Donations and Bequests for Ireland）に任命された。
フリーメイソンの一員であり、アイルランド・グランドロッジでSenior Grand Wardenを務めた。
1851年9月14日にダブリン近くのパーマストン・ハウス（Palmerston House、ドナウモア伯爵自身の邸宅）で死去、息子リチャード・ジョンが爵位を継承した。死後、妻バーバラはダブリンのチャペリゾッド村の教会でドナウモア伯爵の記念牌を立てた。

## 家族
1822年6月15日、マーガレット・ガーディナー（Margaret Gardiner、1796年2月4日 – 1825年10月13日、初代マウントジョイ子爵ルーク・ガーディナーの娘）と結婚、1男1女をもうけた。
- リチャード・ジョン（1823年 – 1866年） - 第4代ドナウモア伯爵
- マーガレット（1828年没） - 早世

1827年9月5日、バーバラ・レイネル（Barbara Raynell、1856年12月11日没、ウィリアム・レイネルの娘）と再婚、1男3女をもうけた。
- ジョン・ウィリアム（1829年9月1日 – 1855年7月16日）
- キャスリーン・アリシア（Kathleen Alicia、1892年4月22日没） - 1863年12月3日、D・W・ラムゼイ・キャリック・ブキャナン（D W Ramsay Carrick Buchanan、1925年5月4日没）と結婚
- フランシス・マーガレット（1866年4月11日没） - 1858年9月22日、アーサー・トレメイン（Arthur Tremaine、1905年11月14日没）と結婚、子供あり
- ジェーン・ルイーザ（1868年8月29日没）